# Schrattenhöhle
Die Schrattenhöhle ist eine Karsthöhle auf Melchsee-Frutt in der Gemeinde Kerns im Kanton Obwalden in der Schweiz. Das Höhlensystem hat eine Gesamtlänge von 19'725 Metern und ist damit die sechstlängste Höhle der Schweiz. Das System umfasst eine Höhendifferenz von 573 Metern. Es wurde erforscht von der Höhlenforscher-Gemeinschaft Trüssel (HGT) und seit 2003 von der Nachfolgeorganisation Höhlenforscher-Gemeinschaft Unterwalden (HGU) und der Stiftung Naturerbe Karst und Höhlen Obwalden (NeKO).

## Lage
Die Schrattenhöhle liegt im Karstgebiet von Melchsee-Frutt. Dieses ist 15 km² gross und liegt in einem Höhenbereich zwischen 1100 m ü. M. und 2700 m ü. M. Das Höhlensystem hat acht Eingänge, davon zwei in einem Druckleitungsstollen. Diese befinden sich zwischen 1715 m ü. M. und 2090 m ü. M. Zusätzlich gibt es eine Vielzahl von höhlenklimarelevanten Tagesöffnungen, die jedoch zu eng sind, um begangen zu werden.
Zusammen mit den benachbarten Höhlen Bettenhöhle, Neotektonikhöhle, Chrummegghöhle, Arviloch, Frutthöhle und etwa 130 weiteren Höhlen ergibt sich ein Höhlengebiet mit insgesamt 59 Kilometern, welches damit das drittgrösste Höhlengebiet der Schweiz ist.